# Idaea inaudax
Idaea inaudax là một loài bướm đêm trong họ Geometridae.